# Amphisbetia trochocarpa
Amphisbetia trochocarpa är en nässeldjursart som först beskrevs av George James Allman 1886.  Amphisbetia trochocarpa ingår i släktet Amphisbetia och familjen Sertulariidae. Inga underarter finns listade i Catalogue of Life.